# Rznić
Irzniq en albanais et Rznić en serbe latin (en serbe cyrillique : Рзнић) est une localité du Kosovo située dans la commune/municipalité de Deçan/Dečani, district de Gjakovë/Đakovica (Kosovo) ou de Pejë/Peć (Kosovë). Selon le recensement kosovar de 2011, elle compte 1 739 habitants.

## Histoire
Sur le territoire du village se trouve un tumulus illyrien proposé pour une inscription sur la liste des monuments culturels du Kosovo.

## Démographie

### Évolution historique de la population dans la localité
| 1948 | 1953 | 1961 | 1971  | 1981  | 1991  | 2011  |
| ---- | ---- | ---- | ----- | ----- | ----- | ----- |
| 646  | 709  | 887  | 1 021 | 1 431 | 1 779 | 1 739 |

|  |

### Répartition de la population par nationalités (2011)
En 2011, les Albanais représentaient 99,19 % de la population.

## Personnalité
Oliver Ivanović, un homme politique serbe, est né dans le village en 1953.